# Trente-et-unième district congressionnel de Californie
Le 31e district congressionnel de Californie est un district du Comté de Los Angeles, dans l'État américain de Californie. Le district est situé dans la Vallée de San Gabriel.
Depuis le 3 janvier 2023, suite au cycle de redécoupage 2020, le district est actuellement représenté par le Démocrate Gis Cisneros.

## Géographie
| #  | Comté       | Siège       | Population |
| -- | ----------- | ----------- | ---------- |
| 37 | Los Angeles | Los Angeles | 9 663 345  |

Depuis le redécoupage de 2020, le 31e district congressionel de Californie est situé dans le sud de la Californie. Il occupe une partie de l'est du Comté de Los Angeles.
Le Comté de Los Angeles est divisé entre ce district, le 28e district, le 34e district et le 38e district. Les 31e et 28e sont séparés par la Rio Hondo River, Garvey Ave, Highway 19, Highway 10, Eaton Wash, Temple City Blvd, Valley Blvd, Ellis Ln, Lower Azusa Rd, Grande Ave, Santa Anita Ave, Lynrose St, Flood Control Basin, Peck Rd, Randolph St, Cogswell Rd, Clark St, Durfree Ave, Santa Anita Wash, S 10th Ave, Jeffries Ave, Mayflower/Fairgreen Ave, Alta Vista/Fairgreen Ave, El Norte Ave, S 5th Ave, Valencia Way/ N 5th Ave, Hillcrest Blvd, E Hillcrest Blvd, Grand Ave, E Greystone Ave, N Bradoaks Ave, Angeles National Forest, W Fork Rd, Highway 39, Cedar Creek, Iron Fork, Glendora Mountain Rd, Morris Reservoir, W Sierra Madre Ave , N Lorraine Ave, E Foothill Blvd, E Carroll Ave, Steffen St, S Lorraine Ave, AT et SF Railway, E Route 66, N Cataract Ave, San Dimas Canyon Rd, Clayton Ct, Live Oak Canyon, Rotary Dr, Autoroute 30 , Williams Ave, Highway 210, Garey Ave et Summer Ave.
Les 31e, 35e et 38e sont divisés par la Whittier Narrows Recreation Area, N Lexington-Gallatin Rd, N Durfree Ave, E Thienes Ave, E Rush St, N Burkett Rd, Cunningham Dr, Eaglemont Dr, Oakman Dr, Arciero Dr, Grossmont Dr, Workman Mill Rd, Bunbury Dr, Fontenoy Ave, Ankerton, Whittier Woods Circle, Union Pacific Railroad, San Gabriel Freeway, N Peck Rd, Mission Mill Rd, Rose Hills Rd, Wildwood Dr, Clark Ave, San Jose Creek, Turnbull Canyon Rd, E Gale Ave, Pomona Freeway, Colima Rd, E Walnut Dr N, Nogales St, E Walnut Dr S, Fairway Dr, E Valley Blvd, Calle Baja, La Puente Rd, S Sentous Ave, N Nogales St, Amar Rd, Walnut City Parkland, San Bernardino Freeway, Fairplex Dr, Via Verde, Puddingstone Reservoir, McKinley Ave, N Whittle Ave, Arrow Highway, Fulton Rd, and Foothill Blvd. Le 31e district comprend les villes d'El Monte, West Covina, Baldwin Park, Azusa, Monrovia, San Dimas, La Verne, Duarte, South El Monte, Industry, La Puente, Bradbury, Irwindale et Covina, les parties sud de Glendora et Monrovia et les census-designated places d'Avocado Heights, North El Monte, South San Jose Hills, West Puente Valley, Valinda, Mayflower Village, South Monrovia Island, Vincent, Citrus et Charter Oak.

### Villes et census-designated places de 10 000 personnes ou plus
- West Covina - 109 201
- El Monte - 109 450
- Baldwin Park - 72 176
- Glendora - 52 558
- Covina - 51 263
- Azusa - 50 000
- La Puente - 38 062
- Monrovia - 37 931
- San Dimas - 34 064
- La Verne - 31 334
- West Puente Valley - 22 959
- Valinda - 22 437
- Duarte - 21 727
- South San Jose Hills - 19 855
- South El Monte - 19 567
- Vincent - 15 714
- Avocado Heights - 13 317
- Citrus - 10 243

### Villes de 2500 à 10 000 personnes
- Charter Oak - 9739
- South Monrovia Island - 6515
- Mayflower Village - 5402
- North El Monte - 3730

| Année | Poste               | Résultats                  |
| ----- | ------------------- | -------------------------- |
| 1990  | Gouverneur          | Feinstein 60,6 % - 34,8 %  |
| 1992  | Président           | Clinton 51,7 % - 32,3 %    |
| 1992  | Sénateur            | Boxer 48,9 % - 41,1 %      |
| 1992  | Sénateur (Spéciale) | Feinstein 57,7 % - 33,7 %  |
| 1994  | Gouverneur          | Brown 52,7 % - 43,1 %      |
| 1994  | Sénateur            | Feinstein 50,5 % - 38,3 %  |
| 1996  | Président           | Clinton 65,4 % - 25,8 %    |
| 1998  | Gouverneur          | Davis 71,6 % - 25,3 %      |
| 1998  | Sénateur            | Boxer 62,1 % - 34,1 %      |
| 2000  | Président           | Gore 69,3 % - 27,4 %       |
| 2000  | Sénateur            | Feinstein 70,4 % - 22,3 %  |
| 2002  | Gouverneur          | Davis 68,6 % - 19,5 %      |
| 2003  | Rappel,             | Non 67,6 % - 32,4 %        |
| 2003  | Rappel,             | Bustamante 58,5 % - 26,5 % |
| 2004  | Président           | Kerry 76,9 % - 21,6 %      |
| 2004  | Sénateur            | Boxer 80,1% - 14,6 %       |
| 2006  | Gouverneur          | Angelides 66,8 % - 26,8 %  |
| 2006  | Sénateur            | Feinstein 79,1 % - 14,0 %  |
| 2008  | Président           | Obama 79,9 % - 17,8 %      |
| 2010  | Gouverneur          | Brown 77,9 % - 16,6 %      |
| 2010  | Sénateur            | Boxer 78,1 % - 16,2 %      |
| 2012  | Président           | Obama 57,2 % - 40,6 %      |
| 2012  | Sénateur            | Feinstein 58,7 % - 41,3 %  |
| 2014  | Gouverneur          | Brown 52,1 % - 47,9 %      |
| 2016  | Président           | Clinton 57,7 % - 36,6 %    |
| 2016  | Sénateur            | Harris 57,2 % - 42,8 %     |
| 2018  | Gouverneur          | Newsom 56,6 % - 43,4 %     |
| 2018  | Sénateur            | Feinstein 51,2 % - 48,8 %  |
| 2020  | Président           | Biden 58,8 % - 38,9 %      |
| 2021  | Rappel              | Non 54,7 % - 45,2 %        |
| 2022  | Gouverneur          | Newsom 58,4 % - 41,6 %     |
| 2022  | Sénat               | Padilla 60,7 % - 39,3 %    |

## Liste des représentants du district
| Membre                          | Parti       | Années                           | Congrès     | Histoire électorale | Zone géographique |
| ------------------------------- | ----------- | -------------------------------- | ----------- | --- | --- |
| District crée le 3 janvier 1963 |             |                                  |             | | |
| Charles H. Wilson (en)          | Démocrate   | 3 janvier 1963 - 3 janvier 1981  | 88e - 96e   | Élu en 1962. Réélu en 1964. Réélu en 1966. Réélu en 1968. Réélu en 1970. Réélu en 1972. Réélu en 1974. Réélu en 1976. Réélu en 1978. Perds sa renomination. | 1963–1969 Los Angeles |
| Charles H. Wilson (en)          | Démocrate   | 3 janvier 1963 - 3 janvier 1981  | 88e - 96e   | Élu en 1962. Réélu en 1964. Réélu en 1966. Réélu en 1968. Réélu en 1970. Réélu en 1972. Réélu en 1974. Réélu en 1976. Réélu en 1978. Perds sa renomination. | 1969–1973 Los Angeles |
| Charles H. Wilson (en)          | Démocrate   | 3 janvier 1963 - 3 janvier 1981  | 88e - 96e   | Élu en 1962. Réélu en 1964. Réélu en 1966. Réélu en 1968. Réélu en 1970. Réélu en 1972. Réélu en 1974. Réélu en 1976. Réélu en 1978. Perds sa renomination. | 1973–1975 Los Angeles |
| Charles H. Wilson (en)          | Démocrate   | 3 janvier 1963 - 3 janvier 1981  | 88e - 96e   | Élu en 1962. Réélu en 1964. Réélu en 1966. Réélu en 1968. Réélu en 1970. Réélu en 1972. Réélu en 1974. Réélu en 1976. Réélu en 1978. Perds sa renomination. | 1975–1983 Los Angeles |
| Mervyn M. Dymally (en)          | Démocrate   | 3 janvier 1981 - 3 janvier 1993  | 97e - 102e  | Élu en 1980. Réélu en 1982. Réélu en 1984. Réélu en 1986. Réélu en 1988. Réélu en 1990. Retrait.                                                            | |
| Mervyn M. Dymally (en)          | Démocrate   | 3 janvier 1981 - 3 janvier 1993  | 97e - 102e  | Élu en 1980. Réélu en 1982. Réélu en 1984. Réélu en 1986. Réélu en 1988. Réélu en 1990. Retrait.                                                            | 1983–1993 Los Angeles (Carson, Compton) |
| Matthew G. Martinez (en)        | Démocrate   | 3 janvier 1993 - 27 juillet 2000 | 103e - 106e | Redécoupage depuis le 30e district et réélu en 1992. Réélu en 1994. Réélu en 1996. Réélu en 1998. Perds sa renomination.                                    | 1993–2003 Los Angeles (Baldwin Park, East L.A.) |
| Matthew G. Martinez (en)        | Républicain | 27 juillet 2000 - 3 janvier 2001 | 106e        | Passe au Parti Républicain après avoir perdu sa renomination.                                                                                               | 1993–2003 Los Angeles (Baldwin Park, East L.A.) |
| Hilda Solis                     | Démocrate   | 3 janvier 2001 - 3 janvier 2003  | 107e        | Élue en 2000. Redécoupage vers le 32e district. | 1993–2003 Los Angeles (Baldwin Park, East L.A.) |
| Xavier Becerra                  | Démocrate   | 3 janvier 2003 - 3 janvier 2013  | 108e - 112e | Redécoupage depuis le 30e district et réélu en 2002. Réélu en 2004. Réélu en 2006. Réélu en 2008. Réélu en 2010. Redécoupage vers le 34e district.          | 2003–2013 Los Angeles (Hollywood, Partie Nord-Est de Los Angeles) |
| Gary Miller (en)                | Républicain | 3 janvier 2013 - 3 janvier 2015  | 113e        | Redécoupage depuis le 42e district et réélu en 2012. Retrait.                                                                                               | 2013–2023 Inland Empire incluant San Bernardino et Rancho Cucamonga |
| Pete Aguilar                    | Démocrate   | 3 janvier 2015 - 3 janvier 2023  | 114e - 117e | Élu en 2014. Réélu en 2016. Réélu en 2018. Réélu en 2020. Redécoupage vers le 33e district.                                                                 | 2013–2023 Inland Empire incluant San Bernardino et Rancho Cucamonga |
| Grace Napolitano                | Démocrate   | 3 janvier 2023 - 3 janvier 2025  | 118e        | Redécoupage depuis le 32e district. et réélue en 2022. Retrait.                                                                                             | 2023–en cours Arcadia, El Monte, Baldwin Park, Duarte, West Covina, Covina, Azusa, le sud de Glendora et la majeure partie de Ramona dans l'est du comté de Los Angeles |
| Gil Cisneros                    | Démocrate   | 3 janvier 2025 - en cours        | 119e        | Élu en 2024. | 2023–en cours Arcadia, El Monte, Baldwin Park, Duarte, West Covina, Covina, Azusa, le sud de Glendora et la majeure partie de Ramona dans l'est du comté de Los Angeles |

## Résultats des récentes élections
Voici les résultats des dix précédents cycles électoraux dans le district.

### 2004
| Élection de 2004 du 31e district congressionnel de Californie | Élection de 2004 du 31e district congressionnel de Californie | Élection de 2004 du 31e district congressionnel de Californie | Élection de 2004 du 31e district congressionnel de Californie | Élection de 2004 du 31e district congressionnel de Californie |
| ------------------------------------------------------------- | ------------------------------------------------------------- | ------------------------------------------------------------- | ------------------------------------------------------------- | ------------------------------------------------------------- |
| Parti                                                         | Parti                                                         | Candidat                                                      | Votes                                                         | %                                                             |
|                                                               | Démocrate                                                     | Xavier Becerra (sortant)                                      | 89 363                                                        | 80,3                                                          |
|                                                               | Républicain                                                   | Luis Vega                                                     | 22 048                                                        | 19,7                                                          |
| Total des votes                                               | Total des votes                                               | Total des votes                                               | 111 411                                                       | 100%                                                          |
|                                                               | Les Démocrates conservent                                     |                                                               |                                                               |                                                               |

### 2006
| Élection de 2006 du 31e district congressionnel de Californie | Élection de 2006 du 31e district congressionnel de Californie | Élection de 2006 du 31e district congressionnel de Californie | Élection de 2006 du 31e district congressionnel de Californie | Élection de 2006 du 31e district congressionnel de Californie |
| ------------------------------------------------------------- | ------------------------------------------------------------- | ------------------------------------------------------------- | ------------------------------------------------------------- | ------------------------------------------------------------- |
| Parti                                                         | Parti                                                         | Candidat                                                      | Votes                                                         | %                                                             |
|                                                               | Démocrate                                                     | Xavier Becerra (sortant)                                      | 64 952                                                        | 100%                                                          |
|                                                               | Les Démocrates conservent                                     |                                                               |                                                               |                                                               |

### 2008
| Élection de 2008 du 31e district congressionnel de Californie | Élection de 2008 du 31e district congressionnel de Californie | Élection de 2008 du 31e district congressionnel de Californie | Élection de 2008 du 31e district congressionnel de Californie | Élection de 2008 du 31e district congressionnel de Californie |
| ------------------------------------------------------------- | ------------------------------------------------------------- | ------------------------------------------------------------- | ------------------------------------------------------------- | ------------------------------------------------------------- |
| Parti                                                         | Parti                                                         | Candidat                                                      | Votes                                                         | %                                                             |
|                                                               | Démocrate                                                     | Xavier Becerra (sortant)                                      | 110 955                                                       | 100%                                                          |
|                                                               | Les Démocrates conservent                                     |                                                               |                                                               |                                                               |

### 2010
| Élection de 2010 du 31e district congressionnel de Californie | Élection de 2010 du 31e district congressionnel de Californie | Élection de 2010 du 31e district congressionnel de Californie | Élection de 2010 du 31e district congressionnel de Californie | Élection de 2010 du 31e district congressionnel de Californie |
| ------------------------------------------------------------- | ------------------------------------------------------------- | ------------------------------------------------------------- | ------------------------------------------------------------- | ------------------------------------------------------------- |
| Parti                                                         | Parti                                                         | Candidat                                                      | Votes                                                         | %                                                             |
|                                                               | Démocrate                                                     | Xavier Becerra (sortant)                                      | 76 363                                                        | 83,8                                                          |
|                                                               | Républicain                                                   | Stephen C. Smith                                              | 14 740                                                        | 16,2                                                          |
| Total des votes                                               | Total des votes                                               | Total des votes                                               | 91 103                                                        | 100%                                                          |
|                                                               | Les Démocrates conservent                                     |                                                               |                                                               |                                                               |

### 2012
| Élection de 2012 du 31e district congressionnel de Californie | Élection de 2012 du 31e district congressionnel de Californie | Élection de 2012 du 31e district congressionnel de Californie | Élection de 2012 du 31e district congressionnel de Californie | Élection de 2012 du 31e district congressionnel de Californie |
| ------------------------------------------------------------- | ------------------------------------------------------------- | ------------------------------------------------------------- | ------------------------------------------------------------- | ------------------------------------------------------------- |
| Parti                                                         | Parti                                                         | Candidat                                                      | Votes                                                         | %                                                             |
|                                                               | Républicain                                                   | Gary Miller (en) (sortant)                                    | 88 964                                                        | 55,2                                                          |
|                                                               | Républicain                                                   | Robert Dutton                                                 | 72 255                                                        | 44,8                                                          |
| Total des votes                                               | Total des votes                                               | Total des votes                                               | 161 219                                                       | 100%                                                          |
|                                                               | Les Républicains conservent                                   |                                                               |                                                               |                                                               |

### 2014
| Élection de 2014 du 31e district congressionnel de Californie | Élection de 2014 du 31e district congressionnel de Californie | Élection de 2014 du 31e district congressionnel de Californie | Élection de 2014 du 31e district congressionnel de Californie | Élection de 2014 du 31e district congressionnel de Californie |
| ------------------------------------------------------------- | ------------------------------------------------------------- | ------------------------------------------------------------- | ------------------------------------------------------------- | ------------------------------------------------------------- |
| Parti                                                         | Parti                                                         | Candidat                                                      | Votes                                                         | %                                                             |
|                                                               | Démocrate                                                     | Pete Aguilar                                                  | 51 622                                                        | 51,7                                                          |
|                                                               | Républicain                                                   | Paul Chabot                                                   | 48 162                                                        | 48,3                                                          |
| Total des votes                                               | Total des votes                                               | Total des votes                                               | 99 784                                                        | 100%                                                          |
|                                                               | Les Démocrates conservent                                     |                                                               |                                                               |                                                               |

### 2016
| Élection de 2016 du 31e district congressionnel de Californie | Élection de 2016 du 31e district congressionnel de Californie | Élection de 2016 du 31e district congressionnel de Californie | Élection de 2016 du 31e district congressionnel de Californie | Élection de 2016 du 31e district congressionnel de Californie |
| ------------------------------------------------------------- | ------------------------------------------------------------- | ------------------------------------------------------------- | ------------------------------------------------------------- | ------------------------------------------------------------- |
| Parti                                                         | Parti                                                         | Candidat                                                      | Votes                                                         | %                                                             |
|                                                               | Démocrate                                                     | Pete Aguilar (sortant)                                        | 121 070                                                       | 56,1                                                          |
|                                                               | Républicain                                                   | Paul Chabot                                                   | 94 866                                                        | 43,9                                                          |
| Total des votes                                               | Total des votes                                               | Total des votes                                               | 215 936                                                       | 100%                                                          |
|                                                               | Les Démocrates conservent                                     |                                                               |                                                               |                                                               |

### 2018
| Élection de 2018 du 31e district congressionnel de Californie | Élection de 2018 du 31e district congressionnel de Californie | Élection de 2018 du 31e district congressionnel de Californie | Élection de 2018 du 31e district congressionnel de Californie | Élection de 2018 du 31e district congressionnel de Californie |
| ------------------------------------------------------------- | ------------------------------------------------------------- | ------------------------------------------------------------- | ------------------------------------------------------------- | ------------------------------------------------------------- |
| Parti                                                         | Parti                                                         | Candidat                                                      | Votes                                                         | %                                                             |
|                                                               | Démocrate                                                     | Pete Aguilar (sortant)                                        | 110 343                                                       | 58,7                                                          |
|                                                               | Républicain                                                   | Sean Flynn                                                    | 77 352                                                        | 41,3                                                          |
| Total des votes                                               | Total des votes                                               | Total des votes                                               | 187 695                                                       | 100%                                                          |
|                                                               | Les Démocrates conservent                                     |                                                               |                                                               |                                                               |

### 2020
| Élection de 2020 du 31e district congressionnel de Californie | Élection de 2020 du 31e district congressionnel de Californie | Élection de 2020 du 31e district congressionnel de Californie | Élection de 2020 du 31e district congressionnel de Californie | Élection de 2020 du 31e district congressionnel de Californie |
| ------------------------------------------------------------- | ------------------------------------------------------------- | ------------------------------------------------------------- | ------------------------------------------------------------- | ------------------------------------------------------------- |
| Parti                                                         | Parti                                                         | Candidat                                                      | Votes                                                         | %                                                             |
|                                                               | Démocrate                                                     | Pete Aguilar (sortant)                                        | 175 315                                                       | 61,3                                                          |
|                                                               | Républicain                                                   | Agnes Gibboney                                                | 110 735                                                       | 38,7                                                          |
| Total des votes                                               | Total des votes                                               | Total des votes                                               | 286 045                                                       | 100%                                                          |
|                                                               | Les Démocrates conservent                                     |                                                               |                                                               |                                                               |

### 2022
La Californie a tenu sa Primaire Jungle le 7 juin 2022, selon ce système de Primaire, tous les candidats sont sur le même bulletin de vote, et les deux arrivés en tête s'affronteront le jour de l'Élection Générale, à savoir le 8 novembre 2022.
| Primaire Jungle 2022 du 31e district congressionnel de Californie | Primaire Jungle 2022 du 31e district congressionnel de Californie | Primaire Jungle 2022 du 31e district congressionnel de Californie | Primaire Jungle 2022 du 31e district congressionnel de Californie | Primaire Jungle 2022 du 31e district congressionnel de Californie |
| ----------------------------------------------------------------- | ----------------------------------------------------------------- | ----------------------------------------------------------------- | ----------------------------------------------------------------- | ----------------------------------------------------------------- |
| Parti                                                             | Parti                                                             | Candidat                                                          | Votes                                                             | %                                                                 |
|                                                                   | Démocrate                                                         | Grace Napolitano (sortante)                                       | 49 415                                                            | 55,5                                                              |
|                                                                   | Républicain                                                       | Daniel Bocic Martinez                                             | 32 721                                                            | 36,7                                                              |
|                                                                   | Démocrate                                                         | Rocco Anthony De Luca                                             | 6948                                                              | 7,8                                                               |
|                                                                   | Indépendant                                                       | Erskine Levi (write-in)                                           | 17                                                                | 0,0                                                               |

| Élection de 2022 du 31e district congressionnel de Californie | Élection de 2022 du 31e district congressionnel de Californie | Élection de 2022 du 31e district congressionnel de Californie | Élection de 2022 du 31e district congressionnel de Californie | Élection de 2022 du 31e district congressionnel de Californie |
| ------------------------------------------------------------- | ------------------------------------------------------------- | ------------------------------------------------------------- | ------------------------------------------------------------- | ------------------------------------------------------------- |
| Parti                                                         | Parti                                                         | Candidat                                                      | Votes                                                         | %                                                             |
|                                                               | Démocrate                                                     | Grace Napolitano (sortante)                                   | 91 472                                                        | 59,5                                                          |
|                                                               | Républicain                                                   | Daniel Bocic Martinez                                         | 62 153                                                        | 40,5                                                          |
| Total des votes                                               | Total des votes                                               | Total des votes                                               | 153 625                                                       | 100%                                                          |
|                                                               | Les Démocrates conservent                                     |                                                               |                                                               |                                                               |

### 2024
La Californie a tenu sa Primaire Jungle le 5 mars 2024, selon ce système de Primaire, tous les candidats sont sur le même bulletin de vote, et les deux arrivés en tête s'affronteront le jour de l'Élection Générale, à savoir le 5 novembre 2024.
| Primaire Jungle 2024 du 31e district congressionnel de Californie | Primaire Jungle 2024 du 31e district congressionnel de Californie | Primaire Jungle 2024 du 31e district congressionnel de Californie | Primaire Jungle 2024 du 31e district congressionnel de Californie | Primaire Jungle 2024 du 31e district congressionnel de Californie |
| ----------------------------------------------------------------- | ----------------------------------------------------------------- | ----------------------------------------------------------------- | ----------------------------------------------------------------- | ----------------------------------------------------------------- |
| Parti                                                             | Parti                                                             | Candidat                                                          | Votes                                                             | %                                                                 |
|                                                                   | Démocrate                                                         | Gil Cisneros                                                      | 23 888                                                            | 23,6                                                              |
|                                                                   | Républicain                                                       | Daniel Bocic Martinez                                             | 19 464                                                            | 19,2                                                              |
|                                                                   | Républicain                                                       | Pedro Casas                                                       | 17 077                                                            | 16,9                                                              |
|                                                                   | Démocrate                                                         | Susan Rubio                                                       | 16 006                                                            | 15,8                                                              |
|                                                                   | Démocrate                                                         | Bob Archuleta                                                     | 10 151                                                            | 10,0                                                              |
|                                                                   | Démocrate                                                         | Mary Ann Lutz                                                     | 6629                                                              | 6,5                                                               |
|                                                                   | Démocrate                                                         | Gregory Hafif                                                     | 4914                                                              | 4,9                                                               |
|                                                                   | Démocrate                                                         | Kurt Jose                                                         | 1415                                                              | 1,4                                                               |
|                                                                   | Indépendant                                                       | Erskine Levi                                                      | 1166                                                              | 1,2                                                               |
|                                                                   | Indépendant                                                       | Y. Marie Manvel                                                   | 534                                                               | 0,5                                                               |

| Élection de 2024 du 31e district congressionnel de Californie | Élection de 2024 du 31e district congressionnel de Californie | Élection de 2024 du 31e district congressionnel de Californie | Élection de 2024 du 31e district congressionnel de Californie | Élection de 2024 du 31e district congressionnel de Californie |
| ------------------------------------------------------------- | ------------------------------------------------------------- | ------------------------------------------------------------- | ------------------------------------------------------------- | ------------------------------------------------------------- |
| Parti                                                         | Parti                                                         | Candidat                                                      | Votes                                                         | %                                                             |
|                                                               | Démocrate                                                     | Gil Cisneros                                                  | 148 095                                                       | 59,7                                                          |
|                                                               | Républicain                                                   | Daniel Bocic Martinez                                         | 99 856                                                        | 40,3                                                          |
| Total des votes                                               | Total des votes                                               | Total des votes                                               | 247 951                                                       | 100%                                                          |
|                                                               | Les Démocrates conservent                                     |                                                               |                                                               |                                                               |

## Frontières historique du district
Autrefois, de 2003 à 2013, le district était situé dans le Comté de Los Angeles. C'était le seul district congressionnel entièrement basé dans la ville de Los Angeles et comprenait Hollywood et certaines sections à prédominance hispanique / latino du centre et du nord-est de Los Angeles.